# William H. Seward
William Henry Seward, Sr. (n. 16 mai 1801 – d. 10 octombrie 1872) a fost guvernator al statului New York, senator al SUA și secretar de stat al Statelor Unite în timpul președințiilor lui Abraham Lincoln și Andrew Johnson. Adversar virulent al răspândirii sclaviei în anii dinaintea Războiului Civil, el a fost o figură dominantă a Partidului Republican în anii săi de început, și a fost privit ca principal favorit la candidatura partidului la alegerile prezidențiale din 1860– deși chiar virulența sa pare să-l fi constat nominalizarea. În ciuda acestei pierderi, a devenit un membru loial al cabinetului lui Lincoln din timpul războiului, și a jucat un rol în a preveni intervenția străină în război. În seara asasinării lui Lincoln, a supraviețuit unei tentative de asasinat în cadrul încercării conspiratorilor de a decapita guvernul Uniunii. Ca secretar de stat al lui Johnson, a instrumentat achiziția teritoriului Alaska de la Rusia, act ridiculizat la acea vreme și denumit „nebunia lui Seward”. Contemporanul său Carl Schurz îl descria pe Seward ca fiind „unul dintre acele spirite care uneori o iau înaintea opiniei publice, în loc să îi urmeze supus pașii”.